# Laura Müller
Laura Müller (née le 11 décembre 1995) est une athlète allemande, spécialiste des épreuves de sprint.

## Biographie
Elle remporte la médaille d'argent du 400 m et du relais 4 × 400 m lors des championnats d'Europe espoirs 2017. Elle se classe par ailleurs deuxième du 400 m et troisième du 4 × 400 m lors des championnats d'Europe par équipes 2017.
En 2019, elle se concentre sur 100 m et 200 m, réalisant deux records personnels sur la distance reine en 11 s 16 puis 11 s 15.

## Palmarès
| Date | Compétition                   | Lieu      | Résultat | Épreuve   | Temps         |
| ---- | ----------------------------- | --------- | -------- | --------- | ------------- |
| 2014 | Championnats du monde juniors | Eugene    | 3e       | 4 × 400 m | 3 min 33 s 02 |
| 2017 | Championnats d'Europe espoirs | Bydgoszcz | 2e       | 400 m     | 52 s 42       |
| 2017 | Championnats d'Europe espoirs | Bydgoszcz | 2e       | 4 × 400 m | 3 min 30 s 18 |
| 2017 | Championnats du monde         | Londres   | 6e       | 4 x 400 m | 3 min 27 s 45 |
| 2018 | Championnats d'Europe         | Berlin    | 8e       | 200 m     | 23 s 08       |
| 2018 | Championnats d'Europe         | Berlin    | 6e       | 4 x 400 m | 3 min 30 s 33 |

## Records
| Épreuve | Performance | Lieu      | Date            |
| ------- | ----------- | --------- | --------------- |
| 100 m   | 11 s 15     | Rehlingen | 9 juin 2019     |
| 200 m   | 22 s 65     | Erfurt    | 9 juillet 2017  |
| 400 m   | 51 s 69     | Mannheim  | 29 juillet 2016 |

| Épreuve | Performance | Lieu      | Date            |
| ------- | ----------- | --------- | --------------- |
| 60 m    | 7 s 38      | Dortmund  | 27 janvier 2019 |
| 200 m   | 23 s 78     | Francfort | 6 février 2019  |
| 400 m   | 53 s 12     | Metz      | 13 février 2016 |